# St. Vincent's-St. Stephen's-Peter's River
St. Vincent's-St. Stephen's-Peter's River est une municipalité située dans la province de Terre-Neuve-et-Labrador, dans le sud-est de Terre-Neuve.